# Contro Ermogene
Contro Ermogene (latino: Adversus Hermogenem) è un trattato polemico in difesa della fede cristiana scritto da Tertulliano intorno al 205. Il bersaglio della polemica dell'autore è Ermogene, un cristiano di Antiochia.

## Contesto
Tutto ciò che ci è noto sulla figura e sulla dottrina di Ermogene proviene direttamente dall'opera polemica in questione: secondo Tertulliano questo si trasferì da Antiochia, ove le sue dottrine, profondamente influenzate dalla filosofia greca, avevano destato la polemica del vescovo Teofilo di Antiochia (autore dell'opera Contro l'eresia di Ermogene, ora perduta e forse utilizzata come fonte da Tertulliano per la stesura del presente trattato), il quale scrisse un’opera contro di lui, secondo quanto ci riferisce Eusebio, per poi stabilirsi a Cartagine. Il nome di Ermogene compare anche in un'altra opera di Tertulliano, ossia nel De praescriptiones haereticorum, ove l'autore attribuì all'antiocheno l'eresia riguardante la concezione della materia come increata e in una condizione di coeternità con Dio, al pari di quanto era sostenuto dai filosofi greci. Tertulliano accusò Ermogene di aver abbandonato la Chiesa in favore delle dottrine filosofiche poiché l'idea da lui avanzata di una materia increata e informe, destinata ad essere plasmata e ordinata da Dio che, infine, da essa avrebbe creato il mondo e l'uomo, era una concezione tipica e corrente di tutte le scuole della filosofia greca .

## Contenuto
L'eresia di Ermogene, in sostanza, consisteva nell'affermare che la materia fosse increata e coeterna con Dio, e dunque che quest'ultimo non avesse creato l'universo ex nihilo ma bensì da una materia preesistente. Tertulliano confutò Ermogene affermando che se si sostiene la coeternità della materia con Dio, la stessa coeternità, che è qualità peculiare di questo ultimo, va infine a degradarne l'unicità e l'autorità, anche se la materia viene considerata inferiore a questo. Per Tertulliano, dunque, la materia non è coeterna con Dio e l'universo, come la materia, fu ex nihilo creato da questo: ciò che è da sempre, e coeterno, con Dio è la sua sapienza.